# Silfiac
Silfiac é uma comuna francesa na região administrativa da Bretanha, no departamento Morbihan. Estende-se por uma área de 22,95 km². Em 2010 a comuna tinha 462 habitantes (densidade: 20,1 hab./km²).